# Henryk Bartyla
Henryk Bartyla (ur. 17 czerwca 1925 w Zabrzu, zm. w lutym 2001) – polski piłkarz, obrońca.
Był długoletnim zawodnikiem Ruchu Chorzów, w lidze grał w tym klubie w latach 1948-1957. Trzy razy sięgał po tytuł mistrza Polski, w 1951 (za zwycięstwo w krajowym pucharze), 1952 i 1953. W reprezentacji Polski debiutował 25 maja 1952 w meczu z Rumunią, ostatni raz zagrał w 1955. Łącznie w biało-czerwonych barwach rozegrał 7 oficjalnych spotkań.